# Justicia laxa
Justicia laxa är en akantusväxtart som beskrevs av T. Anders.. Justicia laxa ingår i släktet Justicia och familjen akantusväxter. Inga underarter finns listade i Catalogue of Life.